# Parasomni
Parasomnier är en samlingsbeteckning för diverse sömnstörningar och onormala tillstånd i samband med sömn. Parasomnier är väldigt vanligt hos barn och vissa är mycket vanligare hos pojkar än hos flickor. Parasomnifenomen tenderar att manifesteras tydligare när sömnen inte är god och stabil.
Exempel på parasomnier är:
- somnambulism (sömngång)[1]
- nattskräck, attacker under sömn med ett beteende som liknar det vid stark ångest
- katatreni, att knarra under sömn
- hypnagoga hallucinationer, hallucinationer som uppkommer i samband med insomnandet
- somnilogi, att prata i sömnen[1]
- bruxism, att gnissla tänder[1]
- sängvätning, att kissa på sig i sömnen[1]